# Monte Summano
Il monte Summano (Monte Sumàn in veneto) è una montagna delle Prealpi Vicentine alta 1 296 m.

## Geografia e clima
La forma conica del monte Summano caratterizzata da due cuspidi, può ricordare quella di un vulcano; in realtà si tratta di una struttura prealpina calcareo-dolomitica. Il suo basamento cristallino è comunque fessurato da intrusioni basaltiche che, per alcuni aspetti, lo accomunano alle vicine colline delle Bregonze di Zugliano e alla dorsale collinare dei porfidi vicentini di Malo.
Sono i cosiddetti basalti vicentini che formano la dorsale che dalla periferia nord-ovest di Vicenza (Creazzo-Monteviale) si dirama verso Monte di Malo e il monte Civillina. Fessurano il basamento del Summano, formano le rotondità delle Bregonze (Thiene, Zugliano) e si protendono nelle colline di Breganze, Marostica e fino a Bassano del Grappa.
Per la sua particolare collocazione il monte rappresenta un elemento importante del paesaggio vicentino in quanto è l'ultima propaggine delle Prealpi verso la pianura.
 
Il suo ambiente climatico consente lo sviluppo di una flora variegata. La favorevole orientazione verso sud infatti fa sì che le precipitazioni nevose si sciolgano rapidamente. Questa esposizione particolare, unitamente al fatto di essere l'ultimo avamposto montuoso verso la pianura, favorisce lo sviluppo sulle sue pendici di una ricca flora che copre tutto l'intervallo delle tipologie di pianura, collina e media montagna sulla parte sommitale.

## Storia

### Toponimo
Del tutto incerta è l'origine del nome - che nel corso del tempo ha subito variazioni - intorno alla quale sono state formulate diverse ipotesi. Secondo lo storico vicentino Giovanni Mantese, è probabile che derivi da zovum (jugum) magnum, nome molto usato nella toponomastica dei monti.

### Epoca antica

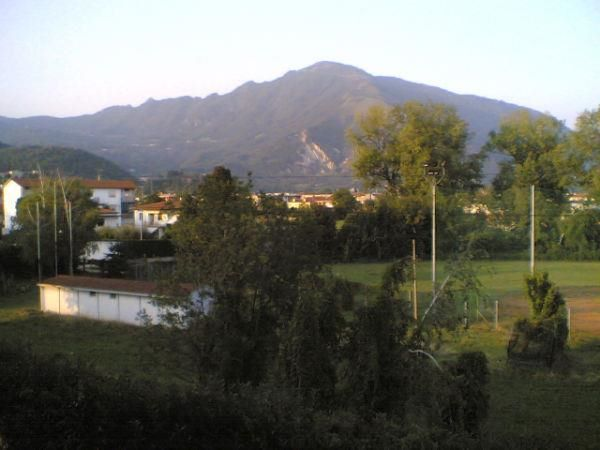
Il Summano visto da Schio

Sulle pendici meridionali del monte, nel covolo di Bocca Lorenza, sono stati rinvenuti numerosi reperti databili dal tardo Neolitico all'età moderna.
Una campagna di ricerca, condotta tra il 2008 e il 2010 e diretta dalla Soprintendenza Archeologica per il Veneto (con il contributo della Regione e degli Enti locali e la collaborazione del Gruppo Archeologico dell'Alto Vicentino), ha evidenziato la presenza - presso la sommità della montagna - di un'area di culto databile, sulla base dei reperti e delle strutture rinvenute, tra il V secolo a.C. e il periodo tardoimperiale (III-IV secolo d.C.).
Sono stati rinvenuti muri e pavimenti di edifici relativi al periodo preromano: numerosi resti di carboni, ceneri, ossa di animali combusti e frammenti di manufatti in metallo suggeriscono la presenza di roghi votivi, tipici dei santuari protostorici del mondo alpino e veneto.
Quanto all'epoca romana non sono invece stati trovati resti di strutture, ma molti frammenti di tegole del tempo che inducono a ipotizzare la presenza di edifici o tettoie in muratura distrutte in epoca successiva. Riguarda quest'epoca il rinvenimento di un centinaio di monete, di frammenti di oggetti in bronzo e argento, di accessori di abbigliamento militare e di due statuine che rappresentano un unicum nel panorama archeologico vicentino; esse raffigurano un Ercole/Marte - che si ricollega ad aspetti rituali tipici del mondo militare - e una divinità femminile in trono, arricchita da diversi attributi quali elementi vegetali e serpenti, che richiama culti legati al mondo agricolo della fertilità e al mondo degli inferi.
Ai piedi del monte si estendeva una centuriazione di epoca romana e un importante insediamento militare denominato "Campo Romano" nel "Fundus Saltienus" (da cui il toponimo Salzena), nell'area dell'attuale zona industriale Schio-Santorso.

### Medioevo
Durante il Medioevo in un piccolo eremo sotto la cima del Summano si insediarono dei monaci. Documenti del XIV secolo attestano donazioni a loro favore da parte degli abitanti dei borghi di Piovene e di Santorso.

### Epoca moderna
Nel 1452 Vicenza impose che il santuario e l'eremo fossero gestiti dalla Congregazione dei poveri eremiti di San Girolamo (detti Girolimini o Gerolomini) fondata da Pietro Gambacorta e Nicola da Forca Palena agli inizi del XV secolo. Essi ingrandirono e impreziosirono il santuario; la monumentale vera da pozzo è del 1505.
I gerolimini si insediarono anche a Piovene dove, in Riva dei Frati, costruirono un convento e un ospizio per pellegrini, d'appoggio al santuario e all'eremo. Nel 1592 l'ospizio di Piovene venne ampliato con la costruzione di una chiesetta lungo la monumentale scalinata ai cui estremi si trovano due grandi fontane. La chiesa aveva tre navate, il convento era dotato di 14 stanze più 22 altre stanze per i forestieri, vi stavano 6 sacerdoti e 8 conversi (cercatori di elemosine); c'era anche una osteria aperta per i pellegrini solo durante i giorni di festa.
Nel XVII secolo il convento di Piovene, l'eremo e il santuario del Summano godevano di notevolissima fama in tutta la Repubblica di Venezia ed erano continua meta di pellegrinaggio per le grazie e i miracoli dispensati dalla Madonna. Incessanti processioni parrocchiali, con centinaia di fedeli, si alternavano a chiedere protezione dalle pestilenze che si susseguirono nel XVI e XVII secolo.
Lungo la stradina che sale al Summano, già da allora, vennero ricavate cappelle votive della Via Crucis e un sacello, detto "Dell'Angelo", nella conca affacciata sul borgo di Piovene a un terzo della salita al Summano.
Nel 1774 il Senato della Repubblica Veneta decretò la soppressione di numerosi conventi che non raggiungevano un numero sufficiente di religiosi, tra cui quello di Piovene. I pochi frati rimasti si trasferirono nel monastero di Lispida a nord di Monselice sui colli Euganei; il santuario venne abbandonato e cadde in decadenza. Preziosi arredi sacri vennero donati alla parrocchiale di Piovene; alla chiesa del Santo a Santorso venne portata l'immagine marmorea della Madonna scolpita nel 1730 in sostituzione dell'antica icona lignea. L'antica immagine lignea della "Regina Montis Summani" venne portata nel sacello dell'Angelo, che venne ingrandito diventando l'importante santuario dove ancora è conservata.

### Epoca contemporanea

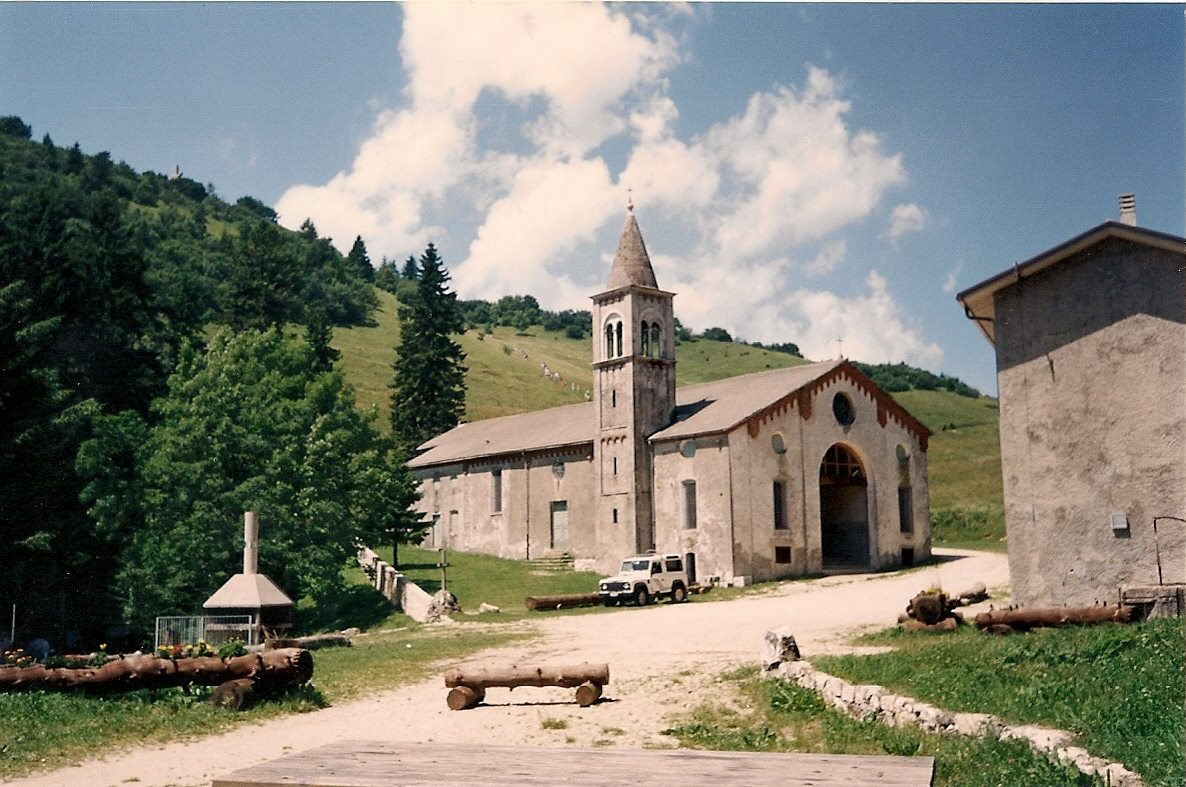
La piccola chiesa alpina dei Frati Girolimini sul monte Summano. I religiosi vi custodivano gelosamente la ricetta del liquore a base di erbe chiamato appunto Girolimino.

Nel 1892 la chiesa del Summano venne parzialmente ricostruita sulle forme settecentesche, per iniziativa del parroco di Santorso e con i finanziamenti del senatore Alessandro Rossi. Vennero richiamati a Piovene i frati Girolimini ai quali il senatore assegnò una villa a Santorso, trasformata in convento. Lì rimasero fino al 1933, anno della soppressione del loro ordine.
Nel 1922, quale segno perenne di pace sulla pianura vicentina contro la guerra appena terminata, venne eretta dalla gioventù di Azione Cattolica su proposta del vescovo mons. Ferdinando Rodolfi, una croce in calcestruzzo di notevoli dimensioni (altezza 16 metri). La croce venne gravemente danneggiata da un fulmine di grande potenza: a quel punto, la croce venne dotata di un consistente parafulmine. Nel 1993, in occasione della salita decennale al Monte, il vescovo mons. Pietro Nonis e i giovani di Azione Cattolica aggiunsero alla croce anche la sagoma di Cristo costruita in acciaio dallo scultore Giorgio Sperotto di Marano Vicentino.

## Leggende
La forma e la posizione di questo monte, e soprattutto la presenza di un'area sacra vicino alla sommità fin dai tempi preistorici, hanno favorito la nascita di numerose leggende sul Summano.
L'agiografia di san Prosdocimo, secondo la tradizione discepolo di san Pietro, primo vescovo di Padova ed evangelizzatore della Venezia occidentale, racconta che il santo distrusse il tempio di un idolo pagano esistente sulla vetta del monte verso la metà del primo secolo.
Un autore del XVII secolo afferma di aver letto una lapide e una pergamena da lui giudicate antichissime, dalle quali risulta che la divinità cui veniva tributato il culto sulla sommità del monte sarebbe stato il dio Plutone. Si tratta, in realtà, di materiale assai recente e privo di qualsiasi fondamento storico. Un'altra leggenda narra che il nome della grotta Bocca Lorenza derivi dalla scomparsa nei suoi meandri di una pastorella e che vi sia una somiglianza con il racconto mitico del rapimento di Proserpina da parte di Plutone.
Altre leggende nascono dall'interpretazione del toponimo Summano, che si vorrebbe legato al culto tributato a Giove Summano e ai Mani.
Secondo una tradizione, la particolare ricchezza della flora del monte dipende dal fatto che i viandanti - fin dall'antichità questa altura era oggetto di pellegrinaggi - portavano e piantavano, come dono, i fiori della loro terra di provenienza.

## Altri luoghi e vicende sommitali
- "Santo" è il nome della chiesa alta di Santorso, in stile neoclassico, costruita tra il 1849 e il 1852 su progetto dell'architetto Ottone Calderari. Il muro prospiciente la chiesa crollò nel 1970 e fu rifatto nel 1973.
- Angelo (Engel in tedesco austriaco) è la frazione di Piovene Rocchette fondata nel 1843 da Angelo Crosara, posta a un'altitudine di 733 m. La frazione presenta un clima invernale molto rigido (con temperature che possono arrivare anche a -15 °C) ed estati fresche (con temperature che non superano i 25 °C). Le precipitazioni nevose possono essere abbondanti (da novembre fino a metà marzo). La frazione è strettamente legata alla malga Summano per la produzione di formaggio che viene venduto alla frazione di San Rocco e nelle zone del Tretto di Schio. Nella frazione risiedono circa 25 abitanti. Negli anni 2004-2005 la frazione era sottoposta a uno dei climi più rigidi della penisola registrando -30 °C nella notte del 22 dicembre.[senza fonte]
- Casina del Cai di Vicenza: costruita nel 1880, inaugurata nel 1890, distrutta nella prima guerra mondiale, ricostruita nel 1933 e ancora distrutta nella seconda guerra mondiale.
- Baita Genzianella: inaugurata il 23-11-1973.
- Chiesa: nel 1892 costruzione del Coro dei Frati a cui venne accostata la chiesa costruita fra il 1895 e il 27-09-1897 ma senza il campanile, che venne realizzato tra il 1902 e il 1905; la chiesa non subì danni durante la prima guerra mondiale, mentre nel 1945 fu incendiata dai tedeschi perché ritenevano fosse un rifugio di partigiani.

### La Croce
Nel giugno 1896 un fulmine abbatté la croce in legno posta sulla sommità del Summano, che venne rifatta, sempre in legno ma con un parafulmine, un paio di mesi dopo; nel 1922 essa fu sostituita dalla grande croce in cemento armato, alta 16,50 metri con due braccia da 7 metri e con fondamenta profonde 6 metri. Nel settembre del 1993 a essa fu giustapposta una rappresentazione di Gesù Cristo (opera di Giorgio Sperotto) in acciaio inossidabile alta circa 12 metri; la posa non usuale raffigura simbolicamente il Cristo nel momento in cui sta risorgendo dalla croce.

### Strade e sentieri
Il 14-07-1894 iniziarono i lavori della strada che da Santorso sale alla cima del monte Summano; nel 1917-1918 per esigenze belliche venne aperta la strada che scende al Colletto di Velo.